# Ouranopithecus macedoniensis
A Ouranopithecus macedoniensis egy kihalt Ouranopithecus faj a késő miocén kori Görögországból. Észak-Görögországban három helyről ismert. A típushelye a Ravin de la Pluie. A másik helyek a Halkidikí és Xirochori. A koponya fosszíliák nagy gyűjteményéről ismert és kevés posztkraniálisról. Késő miocén kori  9.6 – 8.7 millió éves így némileg korábbi mint a O. turkae. Egyeseknek ez azt sugallja hogy az O. turkae a közvetlen őse a O. macedoniensisnek bár általánosan elfogadott hogy testvér taxonok.

## Élőhely
A fog maradványinak vizsgálata és társítása tülkösszarvú fajokkal egy élőhelyet mutat alacsony fatakaróval és gazdag lágyszárú réteggel.

## Morfológia
Nagy széles arca volt egy kiemelkedő torus supraorbitalal. Négyzet alakú szemgödrei voltak. Lehet hogy viszonylag nagy testmérete volt. A posztkraniális bizonyíték sovány, de a fogképződése extrém szexuális dimorfizmust sugall, egy magasabb fokon mint ami látható bármilyen meglevő homonidánál. Valószínűleg négylábú volt. Valószínűnek látszik hogy használta a fákat. Őrlőfoga zománccal borított elég vastagon és  alacsony csúcsa volt. A hímeknek nagy szemfoguk volt.

## Táplálék
Azt feltételezik hogy a tápláléka kemény ételekből állt például diók vagy gumók.

## Viselkedés
A viselkedésére nagyon nehéz következtetni ilyen apró változatosságú fosszilis maradvánnyal. Észszerű feltételezni, hogy magányosan vagy csoportban élhetett. A nagy testméret miatt lehet hogy nehezen mászott néhány helyzetben.